# Turó de Puig-roig (Belianes)
|  | Aquest article tracta sobre Turó de Puig-roig (Belianes). Vegeu-ne altres significats a «Turó de Puig-roig (Bonastre)». |

El Turó de Puig-roig és una muntanya de 357 metres que es troba al municipi de Belianes, a la comarca catalana de l'Urgell.